# Eduard Pötzl
Eduard Pötzl, pseudonym Kleinpetz, (17. marts 1851 i Wien - 20. august 1914 i Mödling) var en humoristisk Wienerforfatter og journalist.
Pötzl var først jernbaneembedsmand, blev derpå journalist og redigerede retsstoffet i "Neues Wiener Tageblatt". Han har som specialitet dyrket den wienske humoristiske lokalfortælling og udgivet Rund um den Stefansturm (1888, 8. oplag 1910) og Wiener Zeitbilder (1897). Hans Wienerskitser udkom 1900 i en samlet udgave.